# Alfons Julius Ångman
Alfons Julius Ångman, född 14 januari 1883 i Stockholm, död 13 juli 1942 i San Antonio i Texas, var en svensk-amerikansk ingenjör och målare.
Han var från 1920 gift med Brita Margaretha Ribbing. Efter studier vid Krigshögskolan i Stockholm blev han reservofficer vid positionsartilleriet. Han slog sig in på den merkantila banan och bedrev affärer med Tyskland och Ryssland innan han 1923 utvandrade till Amerika. Han slog sig först ner i Keyport i New Jersey där han arbetade som ingenjör vid en flygplansfabrik och han kom senare att arbeta i flygplansfabriker i Wichita i Kansas och Tulsa i Oklahoma. Som konstnär var Ångman autodidakt och han övergick till att arbeta med konst från 1935 i samband med att han flyttade till New Orleans. Hans konst består av porträtt, figurer och landskapsmålningar utförda i akvarell eller olja.